# Bąków (Kluczbork)
Bąków (deutsch Bankau, schlesisch Banke, schlonsakisch Bůnkůw) ist ein Ort der Gmina Kluczbork in der Woiwodschaft Opole in Polen.

## Geographie

### Geographische Lage
Bąków liegt im nordwestlichen Teil Oberschlesiens im Kreuzburger Land, rund sieben Kilometer westlich vom Gemeindesitz Kluczbork und etwa 52 Kilometer nordöstlich der Woiwodschaftshauptstadt Oppeln.
Südlich des Dorfes fließt der Stober. Ebenfalls südlich verläuft die  Bahnstrecke Lublinitz–Kreuzburg mit dem Haltepunkt Bąków. Durch den Ort verläuft die Landesstraße Droga krajowa 11.

### Nachbarorte
Nachbarorte von Bąków sind im Norden Biadacz (Ludwigsdorf), im Osten Jamy (Jamm), im Südwesten Kotschanowitz (poln. Chocianowice) und im Westen der Weiler Dobrzyny (Dochhammer).

## Geschichte

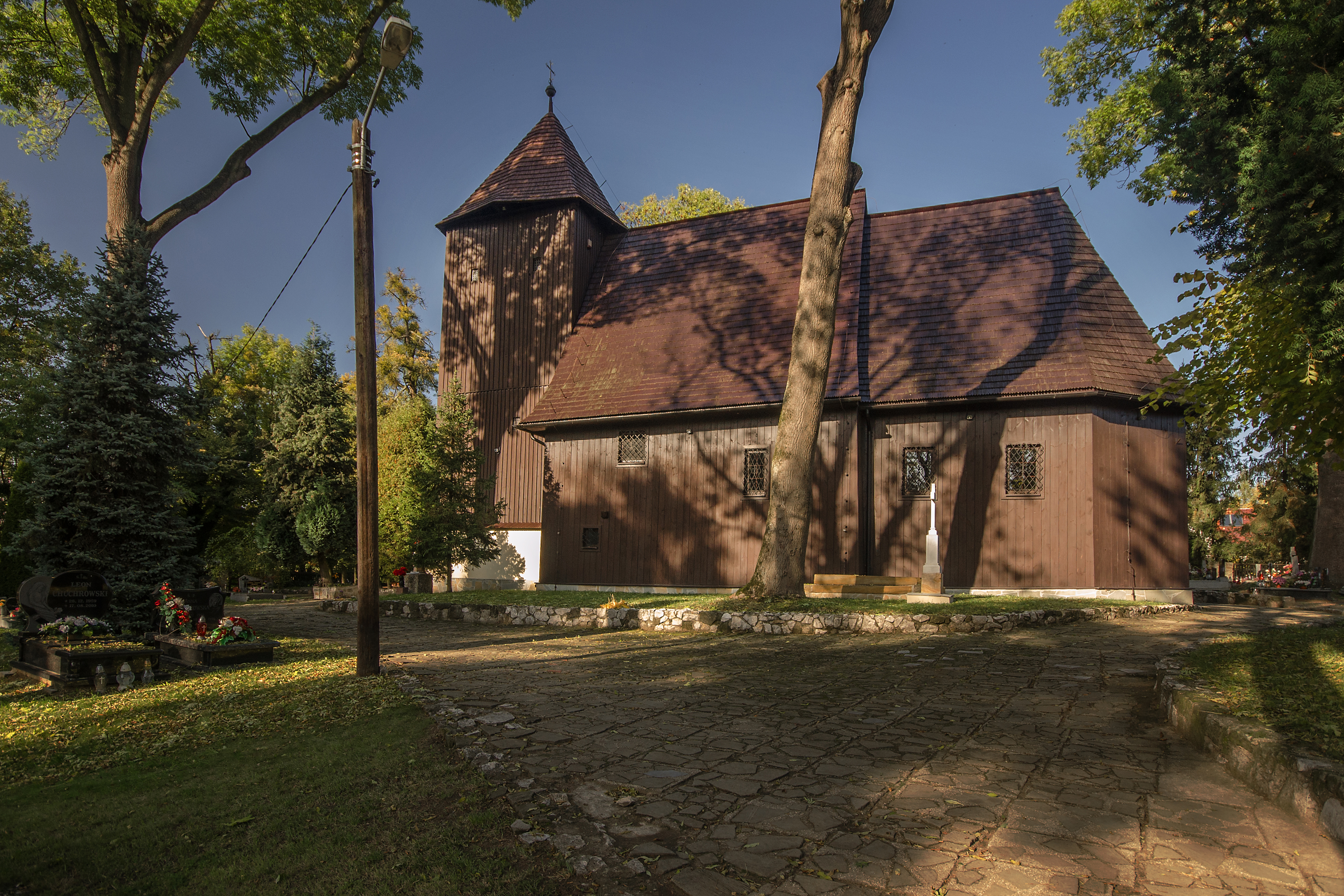
Schrotholzkirche Mariä Himmelfahrt

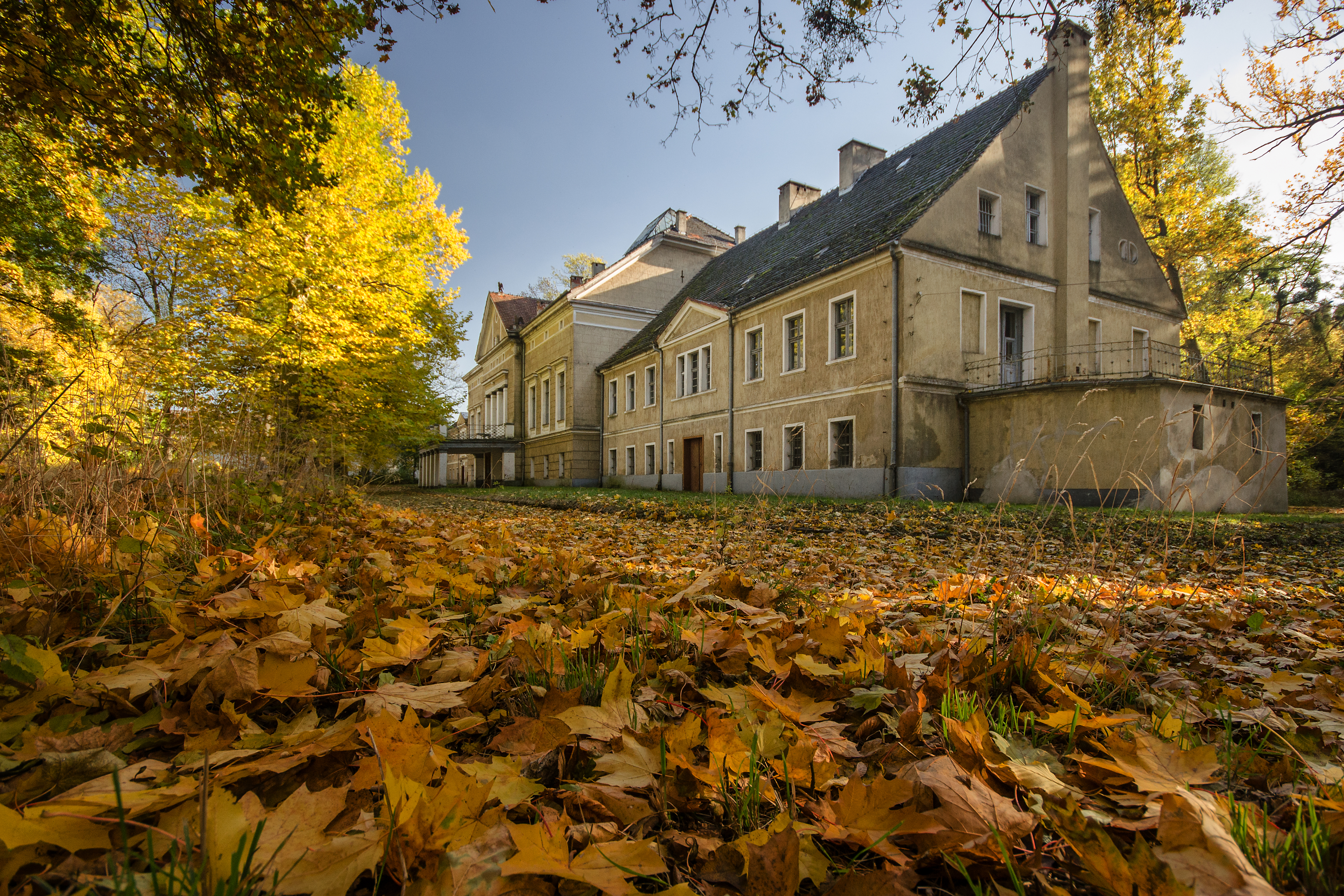
Schloss Bankau

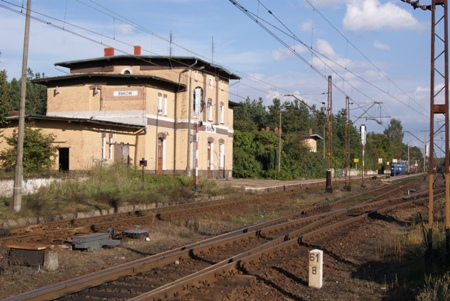
Bahnhof Bąków

„Banka“ wurde erstmals im Jahr 1270 urkundlich erwähnt.
Um 1500 wurde die Schrotholzkirche erbaut und 1614 für diesen Bau eine Glocke angefertigt.
Am 22. Oktober 1822 wurde durch den Pastor Neugebaur, einem Onkel von Gustav Freytag die evangelische Schule eingeweiht. 1845 befanden sich im Dorf eine evangelische Schrotholzkirche, eine evangelische Kirche, ein Schloss sowie weitere 67 Häuser. Im gleichen Jahr lebten in Bankau 830 Menschen, davon 238 katholisch und 16 jüdisch. 1861 lebten in Bankau 938 Menschen. 1874 wurde der Amtsbezirk Bankau gebildet. Erster Amtsvorsteher war der Rittergutsbesitzer Eduard Georg von Bethusy-Huc. 1885 lebten in Bankau 1006 Menschen.
1933 lebten in Bankau 1088, 1939 1051 Einwohner. Bis 1945 gehörte das Dorf zum Landkreis Kreuzburg O.S.
Als Folge des Zweiten Weltkriegs fiel Bankau 1945 wie der größte Teil Schlesiens unter polnische Verwaltung. Nachfolgend wurde der Ort in Bąków umbenannt und der Woiwodschaft Schlesien angeschlossen. 1950 wurde es der Woiwodschaft Oppeln eingegliedert. Am 4. Oktober 1984 ereignete sich am Bahnhof Bąków ein Zugunglück. Beim Zusammenstoß eine Personenzuges mit einem Güterbahnhof starben vier Menschen und 60 wurden verletzt. 1999 kam der Ort zum neu gegründeten Powiat Kluczborski (Kreis Kreuzburg).

## Sehenswürdigkeiten

### Mariä-Himmelfahrt-Kirche
Die römisch-katholische Mariä-Himmelfahrts-Kirche ist eine Schrotholzkirche. Sie wurde um die Wende vom 15. zum 16. Jahrhundert erbaut. Von 1550 bis 1945 war die Kirche evangelisch. Die Saalkirche besitzt einen dreiseitig geschlossenen Chor und eine Sakristei an der Nordseite. Im Westen befindet sich ein Glockenturm mit einem oktogonalen Zeltdach. Im Inneren befinden sich bemalte Emporen sowie eine Kreuzigungsgruppe aus dem 17. Jahrhundert.  Auf dem Hauptaltar befindet sich das aus dem Jahr 1370 stammende älteste Triptychon in Schlesien. Die Kirche steht seit 1953 unter Denkmalschutz.

### Weitere Sehenswürdigkeiten
- Das Pfarrhaus stammt aus dem Jahr 1845 und steht seit 1966 unter Denkmalschutz.[9]
- Das Schloss Bankau wurde um 1855 für den Grafen Eduard Georg von Bethusy-Huc errichtet. Als Vorbild für den spätklassizistischen Bau diente das in Potsdam gelegene Schloss Glienicke, welches nach einem Entwurf von Karl Friedrich Schinkel erbaut wurde. Nach 1945 wurde das Anwesen verstaatlicht und zu einem Mehrfamilienhaus umgebaut. Zum Anwesen gehört ein Landschaftspark mit einem alten Baumbestand.[10][11][7]
- Empfangsgebäude des Bahnhofs Bąków

## Söhne und Töchter des Ortes
- Eduard Georg von Bethusy-Huc (1829–1893), deutscher Politiker
- Otto Hoffmann von Waldau (1898–1943), deutscher Offizier, Generalleutnant der Luftwaffe
- Viola von Bethusy-Huc (1927–2010), deutsche Politikwissenschaftlerin
- Halo Saibold (* 1943), deutsche Politikerin